# Саксонское зерцало

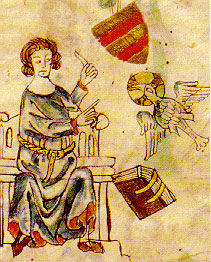
Эйке фон Репков, Саксонское зерцало

Саксо́нское зерца́ло (нем. Sachsenspiegel) — старейший правовой сборник Германии, составленный судьёй (шёффеном) Эйке фон Репков в 1221—1225 годах. Он должен был, по замыслу автора, «зеркально» отражать право Саксонии.
В XI веке появляются попытки кодификации обычного права. Около 1230 года ангальтский рыцарь и судья Эйке фон Репков составил сборник, в который вошло обычное право Саксонии и других областей с некоторыми добавлениями из канонического права. Сборник был написан сначала на латинском, затем переведен на немецкий и получил своё название Саксонского зерцала. Саксонское зерцало действовало на севере Германии и послужило основой для права города Магдебурга (см. Магдебургское городское право), откуда распространилось в Голландии, Лифляндии и Польше.
«Саксонское зерцало» — это запись сложившегося на протяжении веков обычного права Восточной Саксонии с разделением на земское право (для «неблагородных», но лично-свободных) и ленное право (только для лиц, принадлежащих к «благородным» сословиям, к высшему феодальному обществу). Земское право (Landrecht) содержало отдельные положения, касающиеся государственного устройства Германии (выборы императора, разделение светской и духовной власти и т. д.), а также нормы, относящиеся к гражданскому, уголовному праву, суду и процессу. Ленное право (Lehnrecht) регулировало вассальные отношения между феодалами. Права низших сословий, в том числе зависимых крестьян, в этом законодательстве не фиксировались. На содержание «Саксонского зерцала» наложили отпечаток общественно-политические и правовые воззрения автора. «Саксонское зерцало» отражает специфические формы феодальной земельной собственности, структуру феодального общества, местные особенности административного управления, судопроизводства и т. д. «Саксонское зерцало» стало образцом для составления правовых книг не только в Германии, но и в других странах Европы. Сохранилось более двухсот рукописей «Саксонского зерцала», некоторые из них обильно иллюстрированы.
В «Саксонском зерцале» по большей мере не содержалось ссылок на римское, торговое или городское право, но при этом встречались редкие упоминания норм канонического права и права других земель. «Саксонское зерцало» использовалось во многих германских городах и землях, на него нередко ссылались вплоть до 1900 года.

## Структура
Структурно Саксонское зерцало разделено на две части, включает в себя 460 статей, из которых 234 составляют первую часть, а 226 входят в часть вторую.
Часть первая. Земское право, которая включает в себя:
- Стихотворное введение[6]
- Книга первая (статьи 1-71)[7] Первая книга открывается кратким изложением доктрины о двух мечах (статья 1). Далее в первой книге рассматривается, кто считается свободным человеком (и их обязанности), регулируются вопросы наследования (устанавливаются степени родства — до седьмой включительно и указывается перечень лиц, которые не могут быть призваны к наследованию, а также раскрывается понятие наследственной массы), устанавливаются правила судебных поединков[7].
- Книга вторая (статьи 1-72)[8]. Во второй книге регламентируются правила судопроизводства, судебного ручательства и присяги, порядок принесения свидетельских показаний; устанавливаются наказания за преступления, определяются условия необходимой обороны, формулируются условия и правила чеканки монеты, регламентируется ответственность хозяина за действия, совершённые принадлежащими ему животными, определяются праздничные и замирённые дни[8].
- Книга третья (статьи 1-91)[9]. Третья книга содержит положения о судопроизводстве, порядке принесения присяги и жалоб; в рамках данной книги устанавливаются правила королевского суда, а также размер вергельда за зверей и птиц[9].

Часть вторая. Ленное право, которая включает в себя:
- Глава первая (статьи 1-133)[10]
- Глава вторая. О порядке судопроизводства (статьи 1-70)[11]
- Глава третья. О городском лене (статьи 1-23)[12]

## Публикации и переводы
На русском языке полный текст «Саксонского зерцала» был впервые опубликован в 1985-м году в издательстве «Наука». Перевод был выполнен ленинградским профессором Л. И. Дембо: первой части (Земского права) — с немецкого языка XIII в., а второй части (Ленного права) — со средневековой латыни.